# Менталингвистика
Менталингвистиката е наука, която изучава езика и мисленето.
Тя гласи, че езикът е като ключов фактор за възникване на мисълта и мисълта като обвивка, като терен, на който да се развива езика, т.е. възникване на абстрактно умение.
Менталингвистиката изучава сетивата, усещанията, възприятията, представите и понятията от мисловния акт.
Другата наука, която изучава езика и мисленето е психолингвистиката.